# Esküllő (Bihar megye)
Esküllő (románul Aștileu) falu Romániában, Bihar megyében.

## Fekvése
Bihar megyében, Élesdtől délre, a Réz-hegység alatt, a Sebes-Körös bal partján, a Nagyvárad–Kolozsvár vasútvonal mellett, Élesdtől délre, Körösbarlang és  Rikosd között fekszik.

## Története
Anonimus Gesta Hungarorum
A helyen, melyet Esküllőnek mondanak, esküvel erősítették meg hűségüket.
S attól a naptól kezdve hívták azt a helyet Esküllőnek azért, mert ott esküdtek. Tétény pedig onnantól fogva békével és szerencsével birtokolta ezt a földet, Neve 1335-ben szerepel először Uskeleu néven. Későbbi névváltozatai: 1341-ben Wskwlew, Wskwleu, 1552-ben Alsoeskewlew, Felseweskelew, 1692-ben Eskylö, 1808-ban és 1913-ban Esküllő.
1848 előtt az ún. „ötfalusi” közbirtokosság volt a falu birtokosa. (Ötfalu: Esküllő, Kalota, Keszteg , Körösbarlang, Ürgeteg, melyeknek erdői, legelői közösek voltak)
A falu határában gazdag agyagbánya volt a 20. század elején, nyersanyagát az itteni mész és cserépgyár dolgozta fel.
Esküllőhöz tartozott Tövisvölgy-puszta is.
A trianoni békeszerződés előtt Bihar vármegye Élesdi járásához tartozott.
1910-ben 736 lakosából 290 magyar, 446 román volt. Ebből 56 római katolikus, 58 református, 576 görögkeleti ortodox volt.

## Nevezetességek
- Görögkeleti temploma az 1800-as években épült.
- Igric-barlang – híres régészeti lelőhely